# Christian Le Bart
Christian Le Bart, né le 5 juillet 1963 est un politologue français. 
Professeur des universités en science politique, il est directeur du CRAPE-CNRS (2005-2010) puis de la Maison des Sciences de l'Homme en Bretagne de 2010 à 2015.
Enseignant à l'Institut d'études politiques de Rennes, il est l’un des spécialistes en France de la gouvernance locale. il est également reconnu pour ses travaux sur l'individualisation, ou encore sur le discours et la communication en politique.
Il dispense au sein de l'IEP des cours de science politique et co-anime un séminaire intitulé "Identités et Mobilisations". Christian Le Bart a également publié des ouvrages en sociologie de la culture: enquête auprès des fans des Beatles, ouvrage sur la trajectoire médiatique de Johnny Hallyday.